# Luzia-Maria Derks

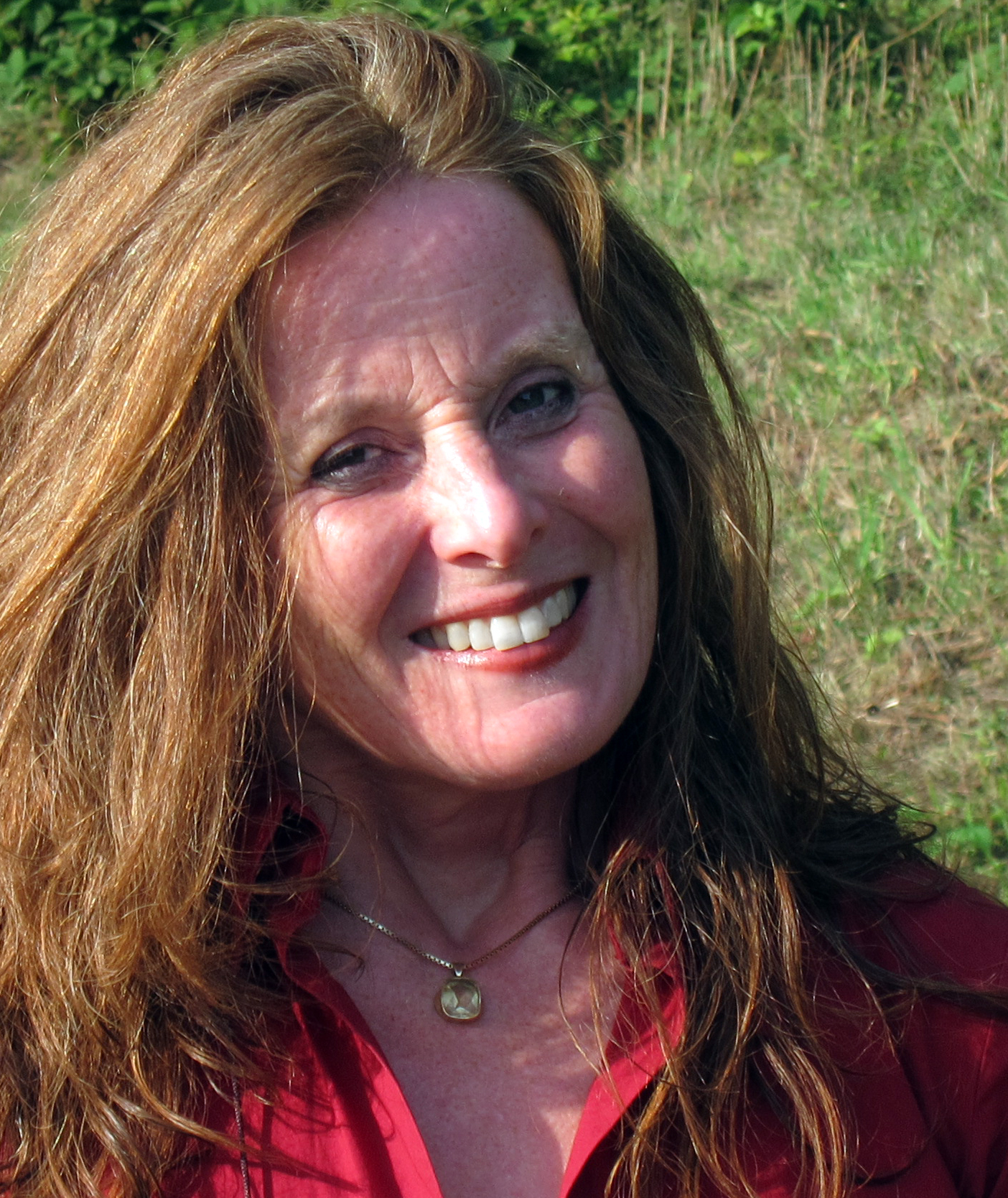
Luzia Maria Derks (2015), Foto: Reinhard Fiedrich

Luzia-Maria Derks (* 14. Februar 1959 in Goch am Niederrhein) ist eine deutsche Installations- und Lichtkünstlerin.

## Leben und Werk
Derks studierte von 1988 bis 1992 an der Westfälischen Wilhelms-Universität Kunst und Germanistik bis zum ersten Staatsexamen. 1992 wechselte sie an die Kunstakademie Münster und studierte bei Gunther Keusen und Joachim Bandau, der sie 1999 zur Meisterschülerin ernannte. Das Meisterschülerjahr absolvierte sie 2001 bei Timm Ulrichs. 1997 erhielt sie ein Stipendium für Irland und 2003 das vierte Turmstipendium in Geldern. Derks hat eine 1979 geborene Tochter und lebt in Münster.
Luzia-Maria Derks verwendet für ihre Arbeiten vornehmlich achtlos weggeworfenes Material, beispielsweise Verpackungen, Ausschussware, Pillenblister und Katzenaugen. Dem Wertlosen gibt sie einen Wert, indem sie Installationen und Assemblagen daraus arrangiert, die durch ihre Farbigkeit und ihren Glanz ansprechen. In Verbindung mit Licht, Durchlässigkeit und Transparenz bekommen sie einen neu wahrnehmbaren Reiz.

## Zitate zum Werk
„Beides ist ihr wichtig: die psychische Stimulation, die Urerlebnisse mit Licht anregt und die Anknüpfung an eine gewohnte Erscheinung, die das Licht ins Fensterkreuz bannt. Das Licht steigert sein Geheimnis und bewahrt zugleich seine banale Intimität. In ihren besten Stücken erschließt Luzia-Maria Derks dem (elektrischen) Licht so eine Dimension des Humanen, in dem mythische Assoziation und Alltäglichkeit, Ferne und Nähe zusammen fließen.“

„Luzia-Maria Derks weitet ihren Beitrag auf Licht, Farblicht, Lichterglanz aus. Sie variiert damit das Thema Projektion: Licht projiziert sich selbst. Die Installation im Fahrradparkhaus von Münster wird für die grosse Schwarzdornhecke fortentwickelt. Mehr als 1500 „Katzenaugen“ und andere Reflektoren hängen über 40m hinweg im künstlichen Gestrüpp. Sie werden tagsüber von Sonnenstrahlen und nachts von Scheinwerfern aktiviert. Wind und Wetter kehren die runden und eckigen Rückstrahler zu den Scheinwerfern – oder drehen sie weg. Die Installation gewinnt den spielerischen Charakter eines Mobile, das Licht empfängt, zurückwirft, sich ständig verändert und zu den Rändern hin abklingt. Stimmt der Wind, so legen die Reflektoren sich als subtiles Lichtgewitter vor die Wand.“

„Was üblicherweise funktional gebunden ist – als Reflektoren Räder in der Dunkelheit sichtbar zu markieren –, entfaltet nun, zum Eigenleben befreit, ein Feuerwerk des Lichts, das zwar passiv empfangen, aber um ein Vielfaches intensiviert wieder abgestrahlt wird. In der pointillistischen Verdichtung zur Mitte hin verkörpert das Licht sich gewissermaßen; zu den Rändern hin aber löst die „Wolke“ sich auf, verliert jegliche Kontur, verwischt, verschwimmt, verschwindet. Derart entgrenzt, taucht also ein Etwas gleichsam aus dem Nichts auf und löst sich darin auch wieder auf, ungreifbar fast wie eine Fata Morgana. Bedenkt man nun, daß dieser Schwarm von Leuchtpunkten gebildet wurde aus materiell wertlosem Kunststoff-Ausschuß und -Abfall, aufgehängt an dünnen, transparenten Fäden, wird im Prozeß der Verwandlung und Umwertung das romantische Prinzip sinnfällig und bildkräftig, dem Luzia-Maria Derks hier auf so glanzvolle Weise entspricht. Es gelte, so Novalis, die Welt zu poetisieren, und ebendies tut die Künstlerin: Sie beschenkt uns, um in verwandten Bildern zu bleiben, mit einem blühenden Strauß Goldregen oder, wie im Grimmschen Märchen, mit einem wahren Schatz an Sterntalern.“

„Anlässlich des 4. Gelderner Turmstipendiums im Wasserturm verwandelte die Künstlerin Luzia-Maria Derks das Gemäuer auf eindringliche und persönliche Weise. Für die Dauer ihres Aufenthaltes, den sie fast ohne Unterbrechungen im Turm lebend und arbeitend verbrachte, war ihr das Gebäude gleichsam selbstgewähltes Gefängnis und Schutz. Nach und nach verwandelte sie es in einen Frauenturm, derer man ähnliche mit historischen und fiktiven Gestalten wie Rapunzel, der heiligen Barbara, der Gräfin Cosel oder auch Annette von Droste-Hülshoff assoziieren könnte. Über drei Etagen ist eine Auseinandersetzung mit dem Bauwerk und ihrer eigenen Person entstanden, die Exil, Klausur und Innenschau vereint. Der Turm wurde Widerpart und Ort ihrer Sehnsüchte.“

## Werke
- 1997: Lichtkubus, Gemeinde Wadersloh-Liesborn
- 2000: Kirchenfenster, Kulturamt der Stadt Münster, jetzt ausgestellt im Foyer des Theaters Münster
- 2002: Fenster aus Pillenblistern im Kunsthaus Kannen
- 2004: Blisterfenster im fünften Stock des Universitätsklinikums Münster
- 2017: Springender Rehbock, Landgericht Münster[6]

## Ausstellungen (Auswahl)

### Einzelausstellungen
- 1999: Bohrhammerlampions CUBA Münster[1]
- 2000: Pavillon Annelie Brusten, Wuppertal
- 2002: Kleid Fenster Haus Kunsthaus Kannen, Münster-Amelsbüren
- 2003: Ausstellung zum 4. Turmstipendium im Wasserturm, Geldern, mit Klaus Girnus[7]
- 2005: Metalimnion Galerie König, Münster
- 2006: Grabeskirche, Buldern, realisiert mit Hilfe des Dülmener Kunstvereins e. V.
- 2008: Katzenaugen Radstation Münster, Münster[8]
- 2012: Springender Rehbock Haus Stapel, Sense XI[9]
- 2013: Wer kann dazu schon nein sagen SO-66, Produzentengalerie, Münster
- 2018: Reddingsboei, De Halve Bunder, Skulpturenpark in Millingen, Niederlande[10]
- 2020: Alte Post, Kunst- und Kulturverein Drensteinfurt, STUPA, Drensteinfurt
- 2021: Woge, Kunst-Container, Havixbeck
- 2023: Katzenaugen II, La Folie, Ostbevern

### Gruppenausstellungen
- 1994: Museum Ostwall, Dortmund
- 1995: Kunsthaus Rhenania, Köln, jetzt Künstlermuseum Beckers Böll
- 1997: Kubus aus Licht Bildhauersymposium, Wadersloh-Liesborn
- 1999: Haus der Kunst, Große Kunstausstellung, München
- 2002: Apfelhaus Kleingarten Wienburg, Münster[11]
- 2002: Spirale Ortstermin Landschaftsprägend, Nordkirchen
- 2004: Gustav-Lübcke-Museum, Hamm
- 2006: Teaching Prayers, Videoinstallation in der Kolpingstraße, Emsdetten[12]
- 2009: lichtsicht, 2. Projektions-Biennale, Bad Rothenfelde[13][14]
- 2011: einfach brillant, Forum 2011 Aktuelle Kunst in der Burg Vischering, Lüdinghausen
- 2012: bewegter Wind 6. Internationaler Kunstwettbewerb, Volkmarsen, Wolfhagen, Bad Arolsen und Kassel
- 2015: Kunstflimmern Galerie ARTLETstudio, Münster[15]
- 2020: Immer wenn es dunkel wird, Das ist das Haus vom Nikolaus und ..., Galerie im Kornhaus, Gmünder Kunstverein, Schwäbisch Gmünd
- 2022: Pentimenti, Galerie Münsterland, Emsdetten
- 2023–2026: Catwalk, Skulpturenpark, Rees
- 2023: unboxing Haus der Niederlande, Münster
- 2024: Den Raum meinen, ArToll Kunstlabor, Bedburg-Hau